# باربرا شنايدر
باربرا شنايدر (بالإنجليزية: Barbara Schneider)‏ هي كاتِبة أمريكية، ولدت في 1942.